# Amazonepeira
Amazonepeira Levi, 1989 è un genere di ragni appartenente alla famiglia Araneidae.

## Etimologia
Il nome deriva dalla regione brasiliana amazzonica dove tutte le specie sono state rinvenute e, per la seconda parte, dal greco ἑπί, epì, cioè sopra e εῖρειν, èirein, cioè intrecciare.

## Distribuzione
Le cinque specie oggi note di questo genere sono state rinvenute in America meridionale: Brasile (nello Stato di Amazonas sono presenti tutte le specie), Ecuador, Perù, Suriname e Bolivia.

## Tassonomia
A maggio 2011, si compone di 5 specie:
- Amazonepeira beno Levi, 1994 — Ecuador, Brasile, Suriname
- Amazonepeira callaria (Levi, 1991) — Perù, Bolivia, Brasile
- Amazonepeira herrera Levi, 1989[2] — Perù, Brasile
- Amazonepeira manaus Levi, 1994 — Brasile
- Amazonepeira masaka Levi, 1994 — Ecuador, Brasile